# Wapen van Landen van Arkel beneden de Zouwe

Het wapen van het hoogheemraadschap Landen van Arkel beneden de Zouwe

Het wapen van Landen van Arkel beneden de Zouwe was het wapen van het hoogheemraadschap van Landen van Arkel beneden de Zouwe. Het waterschap kreeg het wapen op 14 juli 1819 per Koninklijk Besluit van de Hoge Raad van Adel toegekend. Omdat het waterschap in 1947 in het Hoogheemraadschap van de Alblasserwaard en de Landen van Arkel beneden de Zouwe is opgegaan is het wapen sindsdien niet langer in gebruik.

## Blazoen
Het wapen van het hoogheemraadschap heeft als officiële beschrijving de volgende tekst meegekregen:
Een schild van zilver, beladen met twee gekervde en tegen gekervde dwarsbalken van rood. Het schild gedekt met eene kroon van goud, en ter regterzijde vastgehouden door een klimmenden leeuw in zijne natuurlijke kleur en ter linker door een klimmenden zwaan in zijne natuurlijke kleur.
Het schild is gelijk aan het schild van Arkel, de twee wapens in hun geheel verschillen op een paar punten. Het wapen van Arkel heeft maar één schildhouder te weten de zwaan, daar waar dit wapen ook nog een leeuw in natuurlijke kleur heeft. Ook heeft Arkel geen kroon.
De beide wapens hebben op de schilden twee rode dwarsbalken die aan de boven- en onderzijden gekanteeld zijn.

## Verwante wapens
De familie Van Arkel heeft meerdere gebieden in handen gehad, hierdoor zijn er meerdere wapens op het wapen van Arkel gebaseerd. De volgende wapens zijn gebaseerd op het wapen van Arkel:

Het wapen van de familie Van Arkel en het Land van Arkel
Het wapen van Arkel
Wapen van Alblasserwaard en de Landen van Arkel beneden de Zouwe
Het wapen van het waterschap Rivierenland
Het wapen van Hoogheemraadschap van de Alblasserwaard en de Vijfheerenlanden
Het wapen van Schoonrewoerd
Het wapen van Kedichem
Het wapen van Kollegie van Dijkgraaf en Hoogdijk Heemraden van Asperen
Het wapen van het Kollegie van Dijkgraaf en Heemraden van den Lande van Arkel boven en beneden de Zouwerdijk

## Referentie
- Ralf Hartemink, Landen van Arkel beneden de Zouwe. Heraldry of the World. Geraadpleegd op 28 augustus en 13 september 2013.